# Joaan (métro de Doha)
Joaan (en arabe : جوان) est une station sur la Ligne Or du Métro de Doha. Elle est ouverte en 2019.

## Histoire
La station est mise en service le 21 novembre 2019.

## Services aux voyageurs

### Intermodalité
- Metrolink : M314 (Al Nasr , Al Mirqab Al Jadeed)